# میگوئل آنجل گوئرا
میگوئل آنجل گوئرا (به انگلیسی: Miguel Ángel Guerra) (زادهٔ ۳۱ اوت ۱۹۵۳ در بوئنوس آیرس) رانندهٔ سابق مسابقات فرمول یک اهل آرژانتین است. او با آغاز رانندگی در فرمول یک در ۱۵ مارس ۱۹۸۱، در چهار گراند پری شرکت کرد. صلاحیت او تنها در یکی از این چهار گراند پری، یعنی گراند پری ۱۹۸۱ سان مارینو تأیید شد که در آن مسابقه نیز خودروی اوسلای او در دور اول توسط خودروی مارچ متعلق به الیسئو سالازار مورد اصابت قرار گرفت. پس از این تصادف، خودروی گوئرا با دیوار برخورد کرد و او در ناحیهٔ مچ دست و مچ پا دچار شکستگی شد.
گوئرا پس از حضور کوتاه در فرمول یک، به شرکت در مسابقات فرمول دو روی آورد.